# Leylianne Santos
Leylianne Samara Ramos dos Santos (Macapá, 23 de setembro de 1996) é uma atleta de parataekwondo brasileira.

## Biografia e carreira
Santos natural de Macapá. Ela nasceu com uma má-formação congênita no braço esquerdo, abaixo do cotovelo.
Nos Jogos Parapan-Americanos de 2019, em Lima, no Peru, Santos conquistou a medalha de bronze na categoria K44 até 58kg feminina após derrotar a cubana Idalianna Quintero por 32 a 25. No mesmo ano, no Campeonato Brasileiro de Parataekwondo, realizado na cidade de São Paulo, a atleta ficou novamente em 3.º lugar na categoria K40 feminino acima de 58kg.
Em junho de 2021, no Campeonato Pan-Americano de Parataekwondo no México, a amapaense ficou com a medalha de bronze mais uma vez. Já em dezembro do mesmo ano, integrou a Seleção Brasileira no Campeonato Mundial de Parataekwondo, em Istambul, na Turquia. Desta vez, conquistou a medalha de prata na categoria até 65kg após perder a luta da final para a turca Seçil Er.
Em outubro de 2022, ela participou do Grand Prix de taekwondo paralímpico, disputado em Manchester, Inglaterra, onde ficou com a medalha de bronze na categoria até 65kg. Em março de 2023, Santos obteve a medalha de prata no torneio Pan Am Series II realizado no Rio de Janeiro.